# اندازه

نمودار مقایسه اندازه یک غواص با قد متوسط با اندازه کوسه سفید بزرگ، کوسه نهنگ و مگالودون. در وسط تصویر یک اندازه گیری خطی به متر وجود دارد.

اَندازِه یا سایز (به انگلیسی: Size) بطور عمومی، بزرگی و بُعدهای یک شیء است. اندازه هندسی می‌تواند طول، بلندی، قطر، محیط، مساحت یا حجم یک شی باشد. اندازه را می‌توان با معیار جرم نیز اندازه‌گیری کرد.